# Bezold-Brücke-Phänomen

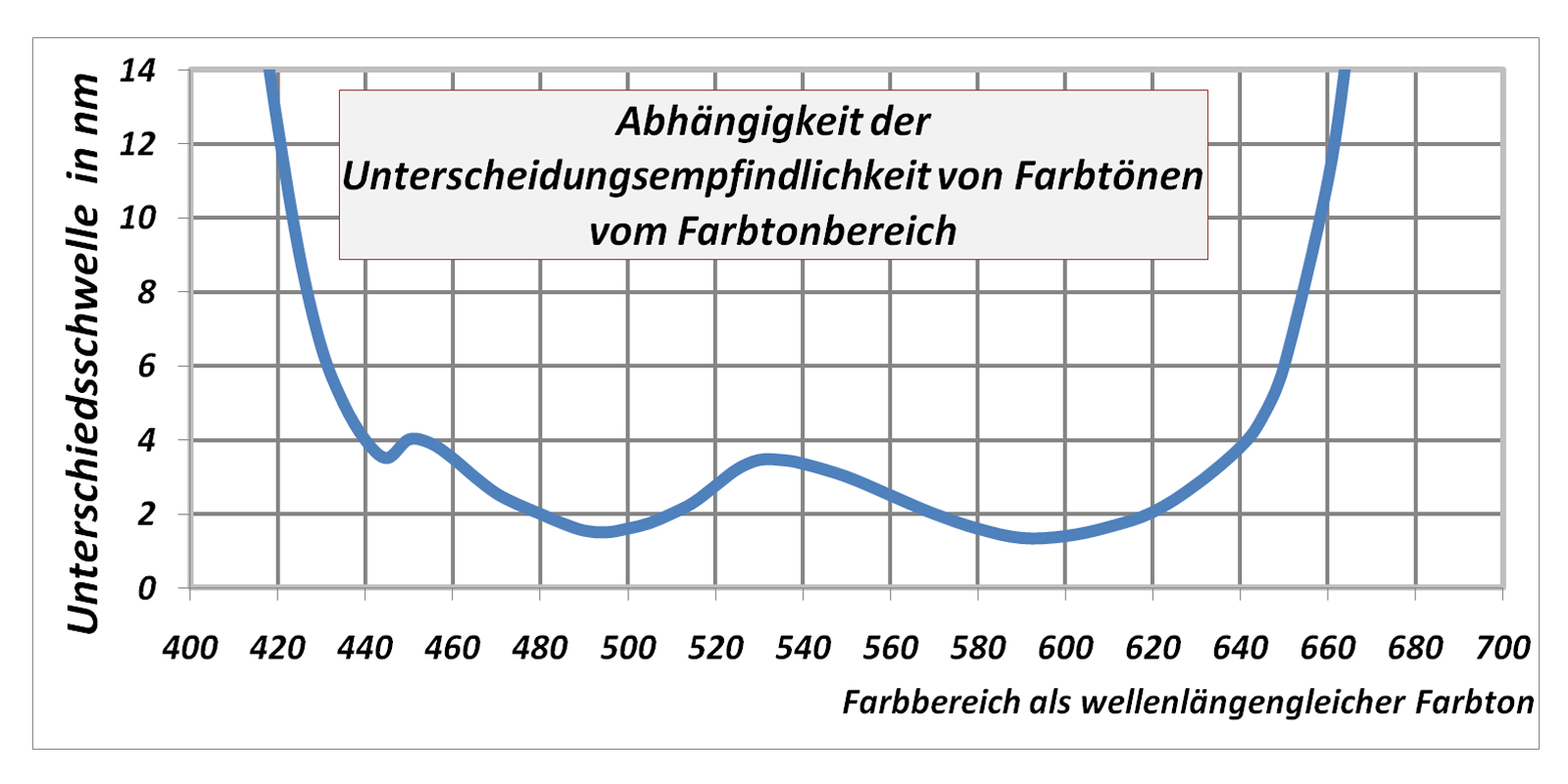
Abhängigkeit der Farbtonunterscheidungsschwelle in nm vom Farbtonbereich bei optimaler Leuchtdichte

Unter dem Bezold-Brücke-Phänomen versteht man die Änderung der Farbempfindung in Abhängigkeit von dem Adaptationsniveau innerhalb des Bereichs des Tagessehens. Benannt ist das Phänomen nach Wilhelm von Bezold und Ernst Wilhelm von Brücke.

## Das Phänomen
Die Farbunterscheidung, genauer die Farbtonunterscheidung, im menschlichen Auge ist von der Leuchtdichte abhängig. Bei sehr geringer Leuchtdichte ruft ein Farbreiz zwischen 380 nm und 480 nm eine blauviolette, zwischen 480 nm und 570 nm eine grüne und zwischen 570 nm bis zur langwelligen Sichtbarkeitsgrenze bei 760 nm eine rote Farbvalenz hervor. Mit zunehmender Leuchtdichte wird die Unterscheidung besser: Bei etwa 0,0015 cd/cm² bis 1 cd/cm² lassen sich 160 spektrale Farbtöne und dazu noch 30 Purpurtöne unterscheiden. Die Unterscheidung verbessert sich mit weiterer Zunahme der Leuchtdichte, nimmt aber bei hoher Dichte wieder ab. Im Blendbereich sind nur noch ein weißliches Gelb und ein weißliches Blauviolett wahrnehmbar. Manche Versuchspersonen können auch nur noch ein helles Licht wahrnehmen. Diese Erscheinung wird als Bezold-Abneysches Phänomen bezeichnet. Der Hintergrund dieser Abhängigkeit ist in der unterschiedlichen Lichtempfindlichkeit von Stäbchen (skotopisches oder Nachtsehen) und den auch farbreizempfänglichen Zapfen des Auges (photopisches oder Tagsehen) begründet.

## Anzahl theoretisch möglicher Farben
Um die Anzahl der möglichen „sehbaren“ Farben abzuschätzen, sind auch die Sättigung und die Helligkeit zu beachten. Die Anzahl der wahrnehmbaren Sättigungsstufen für den Normalbeobachter hängt wiederum vom Farbton, beispielsweise angegeben als „wellenlängengleiche Farbe“, ab und liegt im grünen Bereich am höchsten. Die Zahl liegt etwa zwischen 4 und 25. Bei der Helligkeit lassen sich einige hundert Stufen angeben. Die Anzahl der theoretisch möglichen Farben ergibt sich so zu einigen Hunderttausend. Allerdings sind real etwa 10.000 bis einige Zehntausend in Farbton, Sättigung und Helligkeit unterscheidbare Farbnuancen möglich, die aber noch von weiteren Faktoren, wie Umgebungslicht, psychische Vorbelastung, Wachzustand, coloristische Übung abhängig sind.
Für italienische Mosaikarbeiter werden 30.000 unterscheidbare Farbnuancen genannt.

## Quelle und Literatur
- Karl Mütze, Leonhard Foitzik, Wolfgang Krug, Günter Schreiber: Brockhaus ABC der Optik. VEB F.A.Brockhaus Verlag, Leipzig 1961.
- W. von Bezold: Die Farbenlehre in Hinblick auf Kunst und Kunstgewerbe. Braunschweig 1874.
- W. von Bezold: Über das Gesetz der Farbenmischung und die physiologischen Grundfarben. Annalen der Physiologischen Chemie, 1873, 226: 221–247.